# 鄧巴角
78°38′S 164°10′E / 78.633°S 164.167°E
鄧巴角（英語：Dunbar Head），是南極洲的海岬，位於希拉里海岸的斯科特海岸南岸，處於莫寧火山東南面20公里，海拔高度超過200米，現時由南極條約體系管理。